# نسب تمويلية
النسب التمويلية ، هي عبارة عن علاقات ما بين عنصرين أو أكثر من عناصر الميزانية
وقائمة الدخل وتمكن حين قياسها ومقارنتها بالمعايير من
تقييم جوانب الأداء المختلفة للشركة.
تعتبر النسب التمويلية من أكثر ادوات المراقبة التمويلية افادة حيث
نستطيع استخلاص معلومات عن فعالية سياسات الشركة التشغيلية
و التمويلية وعن المركز التمويلي للشركة وعن نقاط قوة وضعف الشركة.

## أنواع النسب التمويلية
- نسب السيولة
- نسب التشغيل
- نسب المديونية

### نسب السيولة
تقيس نسب السيولة الملاءة المالية للشركة في المدى القصير أي
مدى قدرة الشركة على تسديد الالتزامات المالية الثابتة.
- النسبة الجارية = الاصول المتداولة/الخصوم المتداولة.
- النسبة السريعة = (الاصول المتداولة- المخزون)/ الخصوم المتداولة.
- نسبة صافي راس المال العامل = (الاصول المتداولة – الخصوم المتداولة)/ مجموع الاصول.

good luck

### نسب التشغيل
ويقاس بها مقدار الكفاءة التي تستخدم الشركة بها الموارد.
- معدل دوران المخزون=المبيعات/المخزون.
- معدل دوران الحسابات المدينة = الحسابات المدينة/(المبيعات الاجلة \360).
- معدل دوران الموجودات الثابتة = المبيعات/الموجودات الثابتة الاجمالية.
- معدل دوران الموجودات = المبيعات / اجمالي الموجودات.

### نسب المديونية
تقيس مدى الاعتماد على الدين في تمويل الاستثمار مقارنة مع التمويل
المقدم من المالكين وتدعى أيضا رافعة التمويل.
- نسب الديون إلى اجمالي الموجودات = اجمالي الديون/اجمالي الموجودات.
- عدد مرات تغطية الارباح للفائدة على الديون = الارباح قبل الفائدة والضريبة/الفائدة على الديون.
- عدد مرات تغطية الارباح للالتزامات المالية الثابتة = (الارباح قبل الفائدة والضريبة + الرسوم الثابتة)/(الفائدة على الديون + الرسوم الثابتة + احتياطي تسديد سندات الدين). *الرسوم الثابتة: مثلا الإيجار السنوي